# Blue Cheer
Blue Cheer var ett rockband som bildades år 1966 i San Francisco, Kalifornien. Medlemmar i gruppen var Dickie Peterson (sång och basgitarr), Leigh Stephens på gitarr, och Paul Whaley på trummor.
Power trios spelade hård och stökig musik, och många musiker inom det formatet sägs ha påverkat hårdrocken och heavy metalen starkt, det gäller även denna grupp. År 1968 släppte gruppen albumet Vincebus Eruptum som gav gruppen en top-40 hit med en cover på Eddie Cochran's "Summertime Blues", det ska poängteras att likheten mellan originalet och Blue Cheers version var ringa. The Who rönte stor framgång med en cover på Blue Cheer's cover på denna låt!
Oturligt nog var gruppen för mycket före sin tid för att slå stort, då uttrycket heavy metal knappt existerade. Blue Cheers sound liknade inte mycket av det som fanns på 1960-talet, och man får nog lätt uppfattningen att denna aggressiva musik är nyare än så. Ska man beskriva deras sound kan man säga att det är en blandning av tung blues, psykedelia och acid rock spelad mycket högljutt.
Redan efter att det andra albumet hade släppts började man ändra om i uppsättningen av gruppen. Randy Holden tog över på gitarr inför gruppens tredje album, och efter det tillkom Burns Kellogg på keyboards. Soundet på gruppen var inte heller det samma längre.
År 1972 upplöstes bandet, som vid det laget inte alls var det samma som vildarna på albumen från 1968 (Vincebus Eruptum och Outsideinside). Det har under åren förekommit återföreningar av gruppen i olika uppsättningar.

## Medlemmar
- Dickie Peterson – basgitarr, sång (1967–1972, 1974–1975, 1978–1979, 1984–1994, 1999–2009; död 2009)
- Leigh Stephens – gitarr (1967–1968, 2005)
- Eric Albronda – trummor (1967)
- Paul Whaley – trummor (1967–1969, 1969, 1984–1985, 1990–1993, 1999–2005, 2005–2009)
- Jerre Peterson – gitarr (1967, 1974–1975)
- Vale Hamanaka – keyboard (1967)
- Jere Whiting – sång, munspel (1967)
- Randy Holden – gitarr (1968–1969)
- Mitch Mitchell – trummor (1969)
- Tom Weisser – gitarr (1969)
- Bruce Stephens – gitarr (1969)
- Ralph Burns Kellogg – keyboard (1969–1972; död 2003)
- Norman Mayell – trummor (1969–1972)
- Gary Lee Yoder – gitarr (1969–1972)
- Ruben de Fuentes – gitarr (1974–1975, 1987–1988)
- Terry Rae – trummor (1974–1975)
- Nick St. Nicholas – bas, sång (1975)
- Tony Rainier – gitarr (1978–1979, 1984–1987)
- Mike Fleck – trummor (1978–1979)
- Brent Harknett – trummor (1985–1987)
- Billy Carmassi – trummor (1987)
- Eric Davis – trummor (1987–1988)
- Andrew "Duck" MacDonald – gitarr (1988–1990, 1999–2005, 2005–2009)
- David Salce – trummor (1988–1990)
- Dieter Saller – gitarr (1990–1994)
- Gary Holland – trummor (1993–1994)
- Prairie Prince – trummor (2005)
- Joe Hasselvander – trummor (2005)

## Diskografi
Studioalbum
- Vincebus Eruptum (1968)
- Outsideinside (1968)
- New! Improved! Blue Cheer (1969)
- Blue Cheer (1969)
- The Original Human Beings (1970)
- Oh! Pleasant Hope (1971)
- The Beast Is Back (1984)
- Highlights and Lowlives (1990)
- Dining with the Sharks (1991)
- What Doesn't Kill You... (2007)

Livealbum
- Blitzkrieg Over Nüremberg (1989)
- Live & Unreleased, Vol. 1: '68/'74 (1996)
- Live & Unreleased, Vol. 2: Live at San Jose Civic Centre, 1968 & More (1998)
- Hello Tokyo, Bye Bye Osaka – Live in Japan 1999 (1999)
- Live Bootleg: London – Hamburg (2005)
- Rocks Europe (2009)

Singlar
- "Summertime Blues" (1968) (US #14)
- "Just a Little Bit" (1968) (US #92)
- "Feathers From Your Tree" (1968)
- "The Hunter" (1969)
- "West Coast Child of Sunshine" (1969)